# أسامة سعيد (فلسطيني)
أسامة سعيد (1957-) فنان تشكيلي فلسطيني، من مواليد قرية نحف، هاجر إلى ألمانيا عام 1981. وحصل على شهادة البكالوريوس من جامعة برلين للفنون عام 1986، وحصل منها على درجة الماجستير. عمل مدرساً للفنون في كلية مركز الجليل في سخنين وصفد، ورئيساً لمركز الشباب للتربية الفنية بين عامي 2015 و2016، ومدير برامج ومحاضر فنون في جامعة حيفا، بين عامي 2016 و2019، كما وعمل في مؤسسات فنية مختلفة.

## أسلوبه الفني
يستلهم أسامة موضوعات فنه من طبيعة الجليل، وجماليات المكان، والذاكرة، التي تحاكي اللجوء الفلسطيني، والنكبة، والتهجير القسري للفلسطينيين، فتظهر أعماله حكايات وذكريات المكان في كل مراحل مسيرته الفنية. ويعتمد في أسلوبه التجريد والتعبير، ويحمل ذاكرة الغربة، والتساؤلات، والضياع، ليكتب التاريخ من جديد. يخلق من الطبيعة ذاكرة لونية تظهر في لوحاته، كعنصر أساسي يرمز لحالة النسيان والتذكر، يربط بها اللجوء بالمشهد اليومي الفلسطيني، والاستعمار. يرسم لوحاته بالجفت، والرماد، والأكريليك، وألوان الزيت، والقماش.

## معارضه
لسعيد مجموعة المعارض الفردية والجماعية، منها:
- معرض سماء مكشوطة، عام 2016، في جاليري بيت مريم، رام الله.
- معرض حالات فصلية، عام 2015، في جاليري وان، رام الله.
- معرض تفتُح الربيع، بين عامي 2013 و2014، في صالة العرض للفنون، أم الفحم.
- معرض ذاكرة وهجرة، عام 2012، في صالة العرض للفنون، أم الفحم.
- معرض الانتفاضة، عام 1991، نظمته وزارة الثقافة في المغرب.

## المقتنيات
اقتنيت أعماله من العديد من المؤسسات والأشخاص، منهم: معرض الفنون الحديثة في برلين، ورمزي وسعيدة دلول في بيروت.